# Olympische Sommerspiele 2024/Teilnehmer (Chinesisch Taipeh)
| Gelbes Symbol für Goldmedaillen mit stilisierten Olympischen Ringen | Graues Symbol für Silbermedaillen mit stilisierten Olympischen Ringen | Braundes Symbol für Bronzemedaillen mit stilisierten Olympischen Ringen |
| ------------------------------------------------------------------- | --------------------------------------------------------------------- | ----------------------------------------------------------------------- |
| 2                                                                   | —                                                                     | 5                                                                       |

Die Republik China nahm unter dem Namen Chinesisch Taipeh an den Olympischen Spielen 2024 vom 26. Juli bis zum 11. August 2024 in Paris teil. Es war die insgesamt 19. Teilnahme an Olympischen Sommerspielen.

## Medaillen

### Medaillenspiegel
| Rang   | Sportart     | Gold | Silber | Bronze | Gesamt |
| ------ | ------------ | ---- | ------ | ------ | ------ |
| 1      | Boxen        | 1    | ―      | 2      | 3      |
| 2      | Badminton    | 1    | ―      | ―      | 1      |
| 3      | Gewichtheben | ―    | ―      | 1      | 1      |
| 3      | Gerätturnen  | ―    | ―      | 1      | 1      |
| 3      | Schießen     | ―    | ―      | 1      | 1      |
| Gesamt | Gesamt       | 2    | 0      | 5      | 7      |

### Medaillengewinner
| Name/n                | Sportart     | Wettkampf        |
| --------------------- | ------------ | ---------------- |
| Gold                  |              |                  |
| Lee Yang Wang Chi-lin | Badminton    | Doppel           |
| Lin Yu-ting           | Boxen        | Klasse bis 57 kg |
| Bronze                |              |                  |
| Wu Shih-yi            | Boxen        | Klasse bis 60 kg |
| Chen Nien-chin        | Boxen        | Klasse bis 66 kg |
| Lee Meng-yuan         | Schießen     | Skeet            |
| Kuo Hsing-chun        | Gewichtheben | Klasse bis 59 kg |
| Tang Chia-hung        | Gerätturnen  | Reck             |

## Teilnehmer nach Sportarten

### Badminton
Über die Race-to-Paris-Rangliste konnten sich zwei Einzelspieler und zwei Doppel für die Olympischen Spiele qualifizieren.
| Athleten                  | Wettbewerb | Gruppenphase                     | Gruppenphase              | Gruppenphase | Gruppenphase | Achtelfinale  | Achtelfinale       | Viertelfinale         | Viertelfinale             | Halbfinale                       | Halbfinale                | Finale / Platz 3   | Finale / Platz 3          | Rang |
| Athleten                  | Wettbewerb | Gegner                           | Ergebnis                  | Punkte       | Rang         | Gegner        | Ergebnis           | Gegner                | Ergebnis                  | Gegner                           | Ergebnis                  | Gegner             | Ergebnis                  | Rang |
| ------------------------- | ---------- | -------------------------------- | ------------------------- | ------------ | ------------ | ------------- | ------------------ | --------------------- | ------------------------- | -------------------------------- | ------------------------- | ------------------ | ------------------------- | ---- |
| Frauen                    |            |                                  |                           |              |              |               |                    |                       |                           |                                  |                           |                    |                           |      |
| Tai Tzu-ying              | Einzel     | L. Tan                           | 2:0 (21:15, 21:14)        | 1            | 2            | ausgeschieden | ausgeschieden      | ausgeschieden         | ausgeschieden             | ausgeschieden                    | ausgeschieden             | ausgeschieden      | ausgeschieden             | 14   |
| Tai Tzu-ying              | Einzel     | R. Intanon                       | 0:2 (19:21, 15:21)        | 1            | 2            | ausgeschieden | ausgeschieden      | ausgeschieden         | ausgeschieden             | ausgeschieden                    | ausgeschieden             | ausgeschieden      | ausgeschieden             | 14   |
| Männer                    |            |                                  |                           |              |              |               |                    |                       |                           |                                  |                           |                    |                           |      |
| Chou Tien-chen            | Einzel     | L. R. Garrido                    | 2:0 (21:17, 21:13)        | 2            | 1            | K. Naraoka    | 2:0 (21:12, 21:16) | L. Sen                | 1:2 (21:19, 15:21, 12:21) | ausgeschieden                    | ausgeschieden             | ausgeschieden      | ausgeschieden             | 5    |
| Chou Tien-chen            | Einzel     | Lee C. Y.                        | 2:0 (21:18, 21:13)        | 2            | 1            | K. Naraoka    | 2:0 (21:12, 21:16) | L. Sen                | 1:2 (21:19, 15:21, 12:21) | ausgeschieden                    | ausgeschieden             | ausgeschieden      | ausgeschieden             | 5    |
| Lee Yang Wang Chi-lin     | Doppel     | T. Hoki / Y. Kobayashi           | 2:0 (21:16, 21:10)        | 4            | 1            | —             | —                  | S. Jomkoh / K. Kedren | 2:0 (21:14, 21:17)        | K. Astrup / A. Skaarup Rasmussen | 2:1 (18:21, 21:17, 21:10) | Liang W. / Wang C. | 2:1 (21:17, 18:21, 21:19) | Gold |
| Lee Yang Wang Chi-lin     | Doppel     | K. Astrup / A. Skaarup Rasmussen | 2:1 (21:15, 19:21, 21:15) | 4            | 1            | —             | —                  | S. Jomkoh / K. Kedren | 2:0 (21:14, 21:17)        | K. Astrup / A. Skaarup Rasmussen | 2:1 (18:21, 21:17, 21:10) | Liang W. / Wang C. | 2:1 (21:17, 18:21, 21:19) | Gold |
| Lee Yang Wang Chi-lin     | Doppel     | Liu Y. / Ou X.                   | 2:1 (17:21, 21:17, 24:22) | 4            | 1            | —             | —                  | S. Jomkoh / K. Kedren | 2:0 (21:14, 21:17)        | K. Astrup / A. Skaarup Rasmussen | 2:1 (18:21, 21:17, 21:10) | Liang W. / Wang C. | 2:1 (21:17, 18:21, 21:19) | Gold |
| Lee Yang Wang Chi-lin     | Doppel     | V. Chiu / J. Yuan                | 2:0 (21:12, 21:13)        | 4            | 1            | —             | —                  | S. Jomkoh / K. Kedren | 2:0 (21:14, 21:17)        | K. Astrup / A. Skaarup Rasmussen | 2:1 (18:21, 21:17, 21:10) | Liang W. / Wang C. | 2:1 (21:17, 18:21, 21:19) | Gold |
| Mixed                     |            |                                  |                           |              |              |               |                    |                       |                           |                                  |                           |                    |                           |      |
| Ye Hong-wei Lee Chia-hsin | Doppel     | Tang C. M. / Tse Y. S.           | 0:2 (13:21, 13:21)        | 1            | 3            | —             | —                  | ausgeschieden         | ausgeschieden             | ausgeschieden                    | ausgeschieden             | ausgeschieden      | ausgeschieden             | 9    |
| Ye Hong-wei Lee Chia-hsin | Doppel     | Y. Watanabe / A. Higashino       | 0:2 (14:21, 13:21)        | 1            | 3            | —             | —                  | ausgeschieden         | ausgeschieden             | ausgeschieden                    | ausgeschieden             | ausgeschieden      | ausgeschieden             | 9    |
| Ye Hong-wei Lee Chia-hsin | Doppel     | M. Christiansen / A. Bøje        | w.o.                      | 1            | 3            | —             | —                  | ausgeschieden         | ausgeschieden             | ausgeschieden                    | ausgeschieden             | ausgeschieden      | ausgeschieden             | 9    |

### Bogenschießen
Beim finalen Qualifikationsturnier in Antalya konnten sich beide Mannschaften qualifizieren. Dadurch konnten auch jeweils drei Sportler in den Einzelwettbewerben und ein Mixed an den Start gehen.
| Athleten                                  | Wettbewerb | Qualifikation | Qualifikation | 1. Runde        | 1. Runde | 2. Runde      | 2. Runde      | Achtelfinale       | Achtelfinale  | Viertelfinale | Viertelfinale | Halbfinale    | Halbfinale    | Finale / Platz 3 | Finale / Platz 3 | Rang |
| Athleten                                  | Wettbewerb | Ringe         | Rang          | Gegner          | Ergebnis | Gegner        | Ergebnis      | Gegner             | Ergebnis      | Gegner        | Ergebnis      | Gegner        | Ergebnis      | Gegner           | Ergebnis         | Rang |
| ----------------------------------------- | ---------- | ------------- | ------------- | --------------- | -------- | ------------- | ------------- | ------------------ | ------------- | ------------- | ------------- | ------------- | ------------- | ---------------- | ---------------- | ---- |
| Frauen                                    |            |               |               |                 |          |               |               |                    |               |               |               |               |               |                  |                  |      |
| Chiu Yi-ching                             | Einzel     | 628           | 53            | S. Noda         | 0:6      | ausgeschieden | ausgeschieden | ausgeschieden      | ausgeschieden | ausgeschieden | ausgeschieden | ausgeschieden | ausgeschieden | ausgeschieden    | ausgeschieden    | 33   |
| Lei Chien-ying                            | Einzel     | 652           | 29            | A. Rendón       | 7:1      | C. Kaufhold   | 7:3           | Jeon H.-y.         | 4:6           | ausgeschieden | ausgeschieden | ausgeschieden | ausgeschieden | ausgeschieden    | ausgeschieden    | 9    |
| Li Tsai-chi                               | Einzel     | 646           | 40            | W. Martschenko  | 4:6      | ausgeschieden | ausgeschieden | ausgeschieden      | ausgeschieden | ausgeschieden | ausgeschieden | ausgeschieden | ausgeschieden | ausgeschieden    | ausgeschieden    | 33   |
| Chiu Yi-ching Lei Chien-ying Li Tsai-chi  | Mannschaft | 1926          | 9             | —               | —        | —             | —             | Vereinigte Staaten | 5:1           | Südkorea      | 2:6           | ausgeschieden | ausgeschieden | ausgeschieden    | ausgeschieden    | 5    |
| Männer                                    |            |               |               |                 |          |               |               |                    |               |               |               |               |               |                  |                  |      |
| Lin Zih-siang                             | Einzel     | 662           | 32            | P. Acha         | 6:2      | Kim W.-j.     | 0:6           | ausgeschieden      | ausgeschieden | ausgeschieden | ausgeschieden | ausgeschieden | ausgeschieden | ausgeschieden    | ausgeschieden    | 17   |
| Tai Yu-hsuan                              | Einzel     | 665           | 24            | A. Tekoniemi    | 6:0      | T. Chirault   | 5:6           | ausgeschieden      | ausgeschieden | ausgeschieden | ausgeschieden | ausgeschieden | ausgeschieden | ausgeschieden    | ausgeschieden    | 17   |
| Tang Chih-chun                            | Einzel     | 665           | 25            | A. Dwi Pangestu | 7:1      | M. Gazoz      | 2:6           | ausgeschieden      | ausgeschieden | ausgeschieden | ausgeschieden | ausgeschieden | ausgeschieden | ausgeschieden    | ausgeschieden    | 17   |
| Lin Zih-siang Tai Yu-hsuan Tang Chih-chun | Mannschaft | 1992          | 5             | —               | —        | —             | —             | Großbritannien     | 6:0           | China         | 1:5           | ausgeschieden | ausgeschieden | ausgeschieden    | ausgeschieden    | 5    |
| Mixed                                     |            |               |               |                 |          |               |               |                    |               |               |               |               |               |                  |                  |      |
| Lei Chien-ying Tai Yu-hsuan               | Mannschaft | 1317          | 16            | —               | —        | —             | —             | Südkorea           | 4:6           | ausgeschieden | ausgeschieden | ausgeschieden | ausgeschieden | ausgeschieden    | ausgeschieden    | 9    |

### Boxen
Über die Asienspiele 2022 konnten sich die ersten vier Boxer qualifizieren. Zudem gelang Chen Nien-chin die Qualifikation beim ersten internationalen Qualifikationsturnier und Huang Hsiao-wen beim zweiten internationalen Qualifikationsturnier.
| Athleten        | Wettbewerb         | 1. Runde    | 1. Runde | Achtelfinale        | Achtelfinale | Viertelfinale  | Viertelfinale | Halbfinale    | Halbfinale    | Finale        | Finale        | Rang   |
| Athleten        | Wettbewerb         | Gegner      | Ergebnis | Gegner              | Ergebnis     | Gegner         | Ergebnis      | Gegner        | Ergebnis      | Gegner        | Ergebnis      | Rang   |
| --------------- | ------------------ | ----------- | -------- | ------------------- | ------------ | -------------- | ------------- | ------------- | ------------- | ------------- | ------------- | ------ |
| Frauen          |                    |             |          |                     |              |                |               |               |               |               |               |        |
| Huang Hsiao-wen | Klasse bis 54 kg   | B. Gojković | 5:0      | S. Petrowa          | 1:4          | ausgeschieden  | ausgeschieden | ausgeschieden | ausgeschieden | ausgeschieden | ausgeschieden | 9      |
| Lin Yu-ting     | Klasse bis 57 kg   | Freilos     | Freilos  | S. Turdibekova      | 5:0          | S. Stanewa     | 5:0           | E. Yıldız     | 5:0           | J. Szeremeta  | 5:0           | Gold   |
| Wu Shih-yi      | Klasse bis 60 kg   | Oh Y.-j.    | 5:0      | C. Ogunsemilore     | DSQ          | M. J. Palacios | 4:1           | Yang W.       | 0:5           | ausgeschieden | ausgeschieden | Bronze |
| Chen Nien-chin  | Klasse bis 66 kg   | M. Moronta  | 4:1      | B. Maria dos Santos | 5:0          | N. Hamidova    | 5:0           | Yang L.       | 1:4           | ausgeschieden | ausgeschieden | Bronze |
| Männer          |                    |             |          |                     |              |                |               |               |               |               |               |        |
| Lai Chu-en      | Klasse bis 63,5 kg | Freilos     | Freilos  | B. Muchammedsabyr   | 2:3          | ausgeschieden  | ausgeschieden | ausgeschieden | ausgeschieden | ausgeschieden | ausgeschieden | 9      |
| Kan Chia-wei    | Klasse bis 71 kg   | Freilos     | Freilos  | O. Jones            | 0:5          | ausgeschieden  | ausgeschieden | ausgeschieden | ausgeschieden | ausgeschieden | ausgeschieden | 9      |

### Breaking
Über die olympische Qualifikationsserie qualifizierte sich B-Boy Quake für die olympische Premiere der Sportart.
| Athleten         | Wettbewerb | Qualifikation | Qualifikation | Viertelfinale | Viertelfinale | Halbfinale    | Halbfinale    | Finale / Platz 3 | Finale / Platz 3 | Rang |
| Athleten         | Wettbewerb | Punkte        | Rang          | Gegner        | Ergebnis      | Gegner        | Ergebnis      | Gegner           | Ergebnis         | Rang |
| ---------------- | ---------- | ------------- | ------------- | ------------- | ------------- | ------------- | ------------- | ---------------- | ---------------- | ---- |
| Männer           |            |               |               |               |               |               |               |                  |                  |      |
| Sun Chen (Quake) | B-Boys     | 2             | 3             | ausgeschieden | ausgeschieden | ausgeschieden | ausgeschieden | ausgeschieden    | ausgeschieden    | 12   |

### Fechten
Durch seinen Sieg beim asiatischen Qualifikationsturnier in Dubai qualifizierte sich Chen Yi-tung für den Einzelwettbewerb im Florettfechten.
| Athleten     | Wettbewerb     | 1. Runde | 1. Runde | 2. Runde  | 2. Runde | Achtelfinale  | Achtelfinale  | Viertelfinale | Viertelfinale | Halbfinale / Klassifikation | Halbfinale / Klassifikation | Finale / Platzierung | Finale / Platzierung | Rang |
| Athleten     | Wettbewerb     | Gegner   | Ergebnis | Gegner    | Ergebnis | Gegner        | Ergebnis      | Gegner        | Ergebnis      | Gegner                      | Ergebnis                    | Gegner               | Ergebnis             | Rang |
| ------------ | -------------- | -------- | -------- | --------- | -------- | ------------- | ------------- | ------------- | ------------- | --------------------------- | --------------------------- | -------------------- | -------------------- | ---- |
| Männer       |                |          |          |           |          |               |               |               |               |                             |                             |                      |                      |      |
| Chen Yi-tung | Florett Einzel | P. Wakim | 15:13    | E. Lefort | 12:15    | ausgeschieden | ausgeschieden | ausgeschieden | ausgeschieden | ausgeschieden               | ausgeschieden               | ausgeschieden        | ausgeschieden        | 27   |

### Gewichtheben
Über die olympische Qualifikationsrangliste der IWF qualifizierten sich drei Gewichtheberinnen für die Olympischen Spiele.
| Athleten       | Wettbewerb       | Reißen  | Reißen | Stoßen  | Stoßen | Zweikampf | Zweikampf | Rang   |
| Athleten       | Wettbewerb       | Gewicht | Rang   | Gewicht | Rang   | Gewicht   | Rang      | Rang   |
| -------------- | ---------------- | ------- | ------ | ------- | ------ | --------- | --------- | ------ |
| Frauen         |                  |         |        |         |        |           |           |        |
| Fang Wan-ling  | Klasse bis 49 kg | 86 kg   | 5      | 107 kg  | 8      | 193 kg    | 6         | 6      |
| Kuo Hsing-chun | Klasse bis 59 kg | 105 kg  | 4      | 130 kg  | 3      | 235 kg    | 3         | Bronze |
| Chen Wen-huei  | Klasse bis 71 kg | 103 kg  | 8      | 133 kg  | 5      | 236 kg    | 6         | 6      |

### Golf
Über das Olympic Golf Ranking der IGF qualifizierten sich vier Golfer für die Olympischen Spiele.
| Athleten        | Runde 1 | Runde 2 | Runde 3 | Runde 4 | Gesamt | Par | Rang |
| --------------- | ------- | ------- | ------- | ------- | ------ | --- | ---- |
| Frauen          |         |         |         |         |        |     |      |
| Chien Pei-yun   | 76      | 71      | 71      | 68      | 286    | −2  | 18   |
| Hsu Wei-ling    | 74      | 69      | 72      | 68      | 283    | −5  | 8    |
| Männer          |         |         |         |         |        |     |      |
| Yu Chun-an      | 73      | 69      | 72      | 74      | 288    | +4  | 52   |
| Pan Cheng-tsung | 69      | 65      | 72      | 70      | 276    | −8  | 18   |

### Judo
Über die IJF-Weltrangliste konnten sich drei taiwanische Judokas qualifizieren.
| Athleten       | Wettbewerb       | 1. Runde  | 1. Runde | 2. Runde | 2. Runde | Achtelfinale     | Achtelfinale | Viertelfinale | Viertelfinale | Halbfinale / Trostrunde | Halbfinale / Trostrunde | Finale / Platz 3 | Finale / Platz 3 | Rang |
| Athleten       | Wettbewerb       | Gegner    | Ergebnis | Gegner   | Ergebnis | Gegner           | Ergebnis     | Gegner        | Ergebnis      | Gegner                  | Ergebnis                | Gegner           | Ergebnis         | Rang |
| -------------- | ---------------- | --------- | -------- | -------- | -------- | ---------------- | ------------ | ------------- | ------------- | ----------------------- | ----------------------- | ---------------- | ---------------- | ---- |
| Frauen         |                  |           |          |          |          |                  |              |               |               |                         |                         |                  |                  |      |
| Lin Chen-hao   | Klasse bis 48 kg | E. Lasso  | 10:0     | —        | —        | A. Abuschakinowa | 0:10         | ausgeschieden | ausgeschieden | ausgeschieden           | ausgeschieden           | ausgeschieden    | ausgeschieden    | 9    |
| Lien Chen-ling | Klasse bis 57 kg | M. Koroma | 10:0     | —        | —        | M. Perišić       | 0s1:1s2      | ausgeschieden | ausgeschieden | ausgeschieden           | ausgeschieden           | ausgeschieden    | ausgeschieden    | 9    |
| Männer         |                  |           |          |          |          |                  |              |               |               |                         |                         |                  |                  |      |
| Yang Yung-wei  | Klasse bis 60 kg | Freilos   | Freilos  | —        | —        | A. Carlino       | 10s1:1s2     | J. Smetow     | 0s1:1s1       | R. Nagayama             | 0s1:1s2                 | ausgeschieden    | ausgeschieden    | 7    |

### Kanu
Beim asiatischen Kanurennsport-Qualifikationsevent in Tokio konnte ein Startplatz im C1 der Männer gewonnen werden. Im Kanuslalom konnten bei der asiatischen Qualifikation Startplätze im K1 der Männer und Frauen gewonnen werden.

#### Kanurennsport
| Athleten       | Wettbewerb | Vorlauf     | Vorlauf | Viertelfinale | Viertelfinale | Halbfinale    | Halbfinale    | A/B-Finale    | A/B-Finale    | Rang |
| Athleten       | Wettbewerb | Zeit        | Rang    | Zeit          | Rang          | Zeit          | Rang          | Zeit          | Rang          | Rang |
| -------------- | ---------- | ----------- | ------- | ------------- | ------------- | ------------- | ------------- | ------------- | ------------- | ---- |
| Männer         |            |             |         |               |               |               |               |               |               |      |
| Lai Kuan-chieh | C1 1000 m  | 4:01,26 min | 4       | 3:58,79 min   | 4             | ausgeschieden | ausgeschieden | ausgeschieden | ausgeschieden | 20   |

#### Kanuslalom
| Athleten      | Wettbewerb | Vorlauf  | Vorlauf | Halbfinale    | Halbfinale    | Finale        | Finale        | Rang |
| Athleten      | Wettbewerb | Zeit     | Rang    | Zeit          | Rang          | Zeit          | Rang          | Rang |
| ------------- | ---------- | -------- | ------- | ------------- | ------------- | ------------- | ------------- | ---- |
| Frauen        |            |          |         |               |               |               |               |      |
| Chang Chu-han | K1         | 109,92 s | 23      | ausgeschieden | ausgeschieden | ausgeschieden | ausgeschieden | 23   |
| Männer        |            |          |         |               |               |               |               |      |
| Wu Shao-hsuan | K1         | 99,45 s  | 23      | ausgeschieden | ausgeschieden | ausgeschieden | ausgeschieden | 23   |

Boater-Cross
| Frauen        |          |         |    |   |   |   |               |               |               |    |
| Chang Chu-han | K1 Cross | 76,58 s | 23 | 3 | 2 | 4 | ausgeschieden | ausgeschieden | ausgeschieden | 30 |
| Männer        |          |         |    |   |   |   |               |               |               |    |
| Wu Shao-hsuan | K1 Cross | 82,73 s | 36 | 3 | 2 | 3 | ausgeschieden | ausgeschieden | ausgeschieden | 23 |

### Leichtathletik
Laufen und Gehen
| Athleten       | Wettbewerb   | Qualifikationslauf | Qualifikationslauf | Vorlauf | Vorlauf | Hoffnungslauf | Hoffnungslauf | Halbfinale    | Halbfinale    | Finale        | Finale        | Rang          |
| Athleten       | Wettbewerb   | Zeit               | Rang               | Zeit    | Rang    | Zeit          | Rang          | Zeit          | Rang          | Zeit          | Rang          | Rang          |
| -------------- | ------------ | ------------------ | ------------------ | ------- | ------- | ------------- | ------------- | ------------- | ------------- | ------------- | ------------- | ------------- |
| Frauen         |              |                    |                    |         |         |               |               |               |               |               |               |               |
| Zhang Bo-ya    | 100 m        | 11,99 s            | 3                  | 11,88 s | 9       | ausgeschieden | ausgeschieden | ausgeschieden | ausgeschieden | ausgeschieden | ausgeschieden | ausgeschieden |
| Männer         |              |                    |                    |         |         |               |               |               |               |               |               |               |
| Yang Chun-han  | 200 m        | —                  | —                  | 20,83 s | 6       | 20,73 s       | 3             | ausgeschieden | ausgeschieden | ausgeschieden | ausgeschieden | ausgeschieden |
| Peng Ming-yang | 400 m Hürden | —                  | —                  | DNF     | DNF     | ausgeschieden | ausgeschieden | ausgeschieden | ausgeschieden | ausgeschieden | ausgeschieden | ausgeschieden |

Springen und Werfen
| Athleten    | Wettbewerb | Qualifikation | Qualifikation | Finale        | Finale        | Rang |
| Athleten    | Wettbewerb | Weite/Höhe    | Rang          | Weite/Höhe    | Rang          | Rang |
| ----------- | ---------- | ------------- | ------------- | ------------- | ------------- | ---- |
| Männer      |            |               |               |               |               |      |
| Lin Yu-tang | Weitsprung | 7,70 m        | 22            | ausgeschieden | ausgeschieden | 22   |

### Schießen
Im bis zum 9. Juni 2024 laufenden Qualifikationszeitraum konnten sieben Quotenplätze erreicht werden.
| Athleten       | Wettbewerb        | Qualifikation   | Qualifikation | Finale          | Finale        |
| Athleten       | Wettbewerb        | Ringe/ Scheiben | Rang          | Ringe/ Scheiben | Rang          |
| -------------- | ----------------- | --------------- | ------------- | --------------- | ------------- |
| Frauen         |                   |                 |               |                 |               |
| Tien Chia-chen | 25 m Sportpistole | 581             | 16            | ausgeschieden   | ausgeschieden |
| Wu Chia-ying   | 25 m Sportpistole | 572             | 31            | ausgeschieden   | ausgeschieden |
| Liu Heng-yu    | 10 m Luftpistole  | 573             | 13            | ausgeschieden   | ausgeschieden |
| Yu Ai-wen      | 10 m Luftpistole  | 564             | 35            | ausgeschieden   | ausgeschieden |
| Lin Yi-chun    | Trap              | 110             | 26            | ausgeschieden   | ausgeschieden |
| Liu Wan-yu     | Trap              | 112             | 25            | ausgeschieden   | ausgeschieden |
| Männer         |                   |                 |               |                 |               |
| Lee Meng-yuan  | Skeet             | 124             | 3             | 45              | Bronze        |
| Yang Kun-pi    | Trap              | 121             | 12            | ausgeschieden   | ausgeschieden |

### Schwimmen
Die olympischen Normzeiten des Weltverbandes konnte ein taiwanischer Schwimmer erreichen.
| Athleten       | Wettbewerb          | Vorlauf     | Vorlauf | Halbfinale    | Halbfinale    | Finale        | Finale        | Rang |
| Athleten       | Wettbewerb          | Zeit        | Rang    | Zeit          | Rang          | Zeit          | Rang          | Rang |
| -------------- | ------------------- | ----------- | ------- | ------------- | ------------- | ------------- | ------------- | ---- |
| Frauen         |                     |             |         |               |               |               |               |      |
| Han An-chi     | 200 m Lagen         | DSQ         | DSQ     | ausgeschieden | ausgeschieden | ausgeschieden | ausgeschieden | ―    |
| Männer         |                     |             |         |               |               |               |               |      |
| Wang Kuan-hung | 200 m Schmetterling | 1:55,32 min | 8       | 1:55,07 min   | 11            | ausgeschieden | ausgeschieden | 11   |

### Taekwondo
Über die olympische Rangliste qualifizierte sich Lo Chia-ling im Federgewicht der Frauen.
| Athleten     | Wettbewerb       | 1. Runde | 1. Runde | Achtelfinale | Achtelfinale | Viertelfinale | Viertelfinale | Halbfinale    | Halbfinale    | Hoffnungsrunde | Hoffnungsrunde | Finale / Platz 3 | Finale / Platz 3 | Rang |
| Athleten     | Wettbewerb       | Gegner   | Ergebnis | Gegner       | Ergebnis     | Gegner        | Ergebnis      | Gegner        | Ergebnis      | Gegner         | Ergebnis       | Gegner           | Ergebnis         | Rang |
| ------------ | ---------------- | -------- | -------- | ------------ | ------------ | ------------- | ------------- | ------------- | ------------- | -------------- | -------------- | ---------------- | ---------------- | ---- |
| Frauen       |                  |          |          |              |              |               |               |               |               |                |                |                  |                  |      |
| Lo Chia-ling | Klasse bis 57 kg | —        | —        | L. Aoun      | 0:2          | ausgeschieden | ausgeschieden | ausgeschieden | ausgeschieden | ausgeschieden  | ausgeschieden  | ausgeschieden    | ausgeschieden    | 11   |

### Tennis
Über die WTA-Ranglisten qualifizierten sich vier taiwanische Tennisspielerinnen für die in Stade Roland Garros ausgetragenen Wettbewerbe.
| Athleten                    | Wettbewerb | 1. Runde                     | 1. Runde  | 2. Runde | 2. Runde | Achtelfinale               | Achtelfinale  | Viertelfinale           | Viertelfinale     | Halbfinale    | Halbfinale    | Finale / Platz 3 | Finale / Platz 3 | Rang |
| Athleten                    | Wettbewerb | Gegner                       | Ergebnis  | Gegner   | Ergebnis | Gegner                     | Ergebnis      | Gegner                  | Ergebnis          | Gegner        | Ergebnis      | Gegner           | Ergebnis         | Rang |
| --------------------------- | ---------- | ---------------------------- | --------- | -------- | -------- | -------------------------- | ------------- | ----------------------- | ----------------- | ------------- | ------------- | ---------------- | ---------------- | ---- |
| Frauen                      |            |                              |           |          |          |                            |               |                         |                   |               |               |                  |                  |      |
| Hsieh Su-wei Tsao Chia-yi   | Doppel     | I.-C. Begu / M. Niculescu    | 7:62, 7:5 | —        | —        | M. Kostjuk / D. Jastremska | kampflos      | K. Muchová / L. Nosková | 6:1, 4:6, [12:14] | ausgeschieden | ausgeschieden | ausgeschieden    | ausgeschieden    | 5    |
| Chan Hao-ching Latisha Chan | Doppel     | B. Krejčíková / K. Siniaková | 4:6, 0:6  | —        | —        | ausgeschieden              | ausgeschieden | ausgeschieden           | ausgeschieden     | ausgeschieden | ausgeschieden | ausgeschieden    | ausgeschieden    | 17   |

### Tischtennis
Über die Weltmeisterschaft 2024 qualifizierten sich beide Mannschaften, wodurch auch im Einzel je zwei Spieler an den Start gehen konnten. Über die ITTF-Weltrangliste qualifizierte sich zudem ein Mixed-Doppel.
| Athleten                                   | Wettbewerb | 1. Runde | 1. Runde | 2. Runde    | 2. Runde | 3. Runde      | 3. Runde      | Achtelfinale          | Achtelfinale  | Viertelfinale    | Viertelfinale | Halbfinale    | Halbfinale    | Finale / Platz 3 | Finale / Platz 3 | Rang |
| Athleten                                   | Wettbewerb | Gegner   | Erg.     | Gegner      | Erg.     | Gegner        | Erg.          | Gegner                | Erg.          | Gegner           | Erg.          | Gegner        | Erg.          | Gegner           | Erg.             | Rang |
| ------------------------------------------ | ---------- | -------- | -------- | ----------- | -------- | ------------- | ------------- | --------------------- | ------------- | ---------------- | ------------- | ------------- | ------------- | ---------------- | ---------------- | ---- |
| Frauen                                     |            |          |          |             |          |               |               |                       |               |                  |               |               |               |                  |                  |      |
| Cheng I-ching                              | Einzel     | Freilos  | Freilos  | S. Hanffou  | 4:0      | E. Samara     | 4:2           | N. Bajor              | 4:0           | Sun Y.           | 0:4           | ausgeschieden | ausgeschieden | ausgeschieden    | ausgeschieden    | 5    |
| Chien Tung-chuan                           | Einzel     | Freilos  | Freilos  | Zhu C.      | 0:4      | ausgeschieden | ausgeschieden | ausgeschieden         | ausgeschieden | ausgeschieden    | ausgeschieden | ausgeschieden | ausgeschieden | ausgeschieden    | ausgeschieden    | 33   |
| Cheng I-ching Chien Tung-chuan Chen Szu-yu | Mannschaft | —        | —        | —           | —        | —             | —             | Australien            | 3:0           | China            | 0:3           | ausgeschieden | ausgeschieden | ausgeschieden    | ausgeschieden    | 5    |
| Männer                                     |            |          |          |             |          |               |               |                       |               |                  |               |               |               |                  |                  |      |
| Lin Yun-ju                                 | Einzel     | Freilos  | Freilos  | B. Afanador | 4:1      | A. Gaćina     | 4:0           | D. Jorgić             | 4:0           | F. Lebrun        | 3:4           | ausgeschieden | ausgeschieden | ausgeschieden    | ausgeschieden    | 5    |
| Kao Cheng-jui                              | Einzel     | Freilos  | Freilos  | N. Alamian  | 4:1      | E. Ionescu    | 4:1           | T. Möregårdh          | 1:4           | ausgeschieden    | ausgeschieden | ausgeschieden | ausgeschieden | ausgeschieden    | ausgeschieden    | 9    |
| Lin Yun-ju Kao Cheng-jui Chuang Chih-yuan  | Mannschaft | —        | —        | —           | —        | —             | —             | Ägypten               | 3:0           | Japan            | 1:3           | ausgeschieden | ausgeschieden | ausgeschieden    | ausgeschieden    | 5    |
| Mixed                                      |            |          |          |             |          |               |               |                       |               |                  |               |               |               |                  |                  |      |
| Lin Yun-ju Chen Szu-yu                     | Doppel     | —        | —        | —           | —        | —             | —             | A. Lebrun / Jia N. Y. | 4:2           | Wang C. / Sun Y. | 2:4           | ausgeschieden | ausgeschieden | ausgeschieden    | ausgeschieden    | 5    |

### Turnen
Über die Weltcupwertungen konnten sich Ting Hua-tien (Stufenbarren) und Tang Chia-hung (Reck) für die Spiele qualifizieren.

#### Gerätturnen
| Athleten       | Wettbewerb    | Qualifikation | Qualifikation | Finale        | Finale        | Rang          |
| Athleten       | Wettbewerb    | Punkte        | Rang          | Punkte        | Rang          | Rang          |
| -------------- | ------------- | ------------- | ------------- | ------------- | ------------- | ------------- |
| Frauen         |               |               |               |               |               |               |
| Ting Hua-tien  | Schwebebalken | 12,533        | 50            | ausgeschieden | ausgeschieden | ausgeschieden |
| Männer         |               |               |               |               |               |               |
| Tang Chia-hung | Reck          | 14,933        | 2             | 13,966        | 3             | Bronze        |